# Philippinenhof-Warteberg
Philippinenhof-Warteberg ist ein in zwei Teile unterteilter Stadtteil der Stadt Kassel mit etwa 4000 Einwohnern. Es gilt als reines Wohngebiet, das von Eigenheimsiedlungen, genossenschaftlichem Mietwohnungsbau und durch einige Hochhäuser geprägt wird.

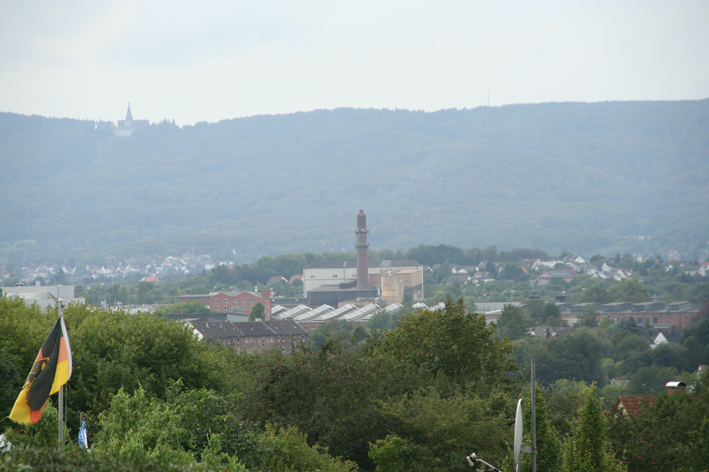
Blick von den Gärten auf dem Warteberg auf die „Moschee“ des Henschelwerks Mittelfeld

## Lage
In Richtung der Stadt Vellmar befindet sich die Von-Trott-zu-Solz-Siedlung, weiter in Richtung Nord-Holland die Philippinenhof-Siedlung mit dem Hegelsberg im äußersten Norden Kassels. Im Süden hat der Ort den Stadtteil Nordholland als Nachbar. Im Westen liegt der Ort Niedervellmar, im Norden Simmershausen und im Osten Ihringshausen.

## Politik

### Ortsbeiratswahl
Die Wahlbeteiligung bei der Ortsbeiratswahl 2021 lag bei 38,2 %.

### Wahlen im Stadtteil
| Jahr | Wahl                        | Wbt.  | CDU  | AfD  | SPD  | Linke | Grüne | BSW | FDP | FW  | Sonst. |
| ---- | --------------------------- | ----- | ---- | ---- | ---- | ----- | ----- | --- | --- | --- | ------ |
| 2025 | Bundestagswahl              | 78,4  | 24,0 | 21,3 | 20,3 | 11,3  | 10,2  | 6,4 | 2,5 | 1,0 | 3,1    |
| 2024 | Europawahl                  | 54,3  | 26,9 | 16,1 | 18,3 | 3,5   | 10,4  | 6,6 | 3,0 | 1,2 | 14,0   |
| 2023 | Landtagswahl                | 55,4  | 32,0 | 22,8 | 16,3 | 5,4   | 12,1  | —   | 3,5 | 2,3 | 5,6    |
| 2021 | Bundestagswahl              | 67,0  | 20,7 | 12,1 | 31,7 | 6,7   | 12,8  | —   | 9,2 | 1,1 | 5,7    |
| 2021 | Ortsbeirat                  | 38,2  | 41,7 | —    | 36,7 | —     | 21,6  | —   | —   | —   | —      |
| 2021 | Stadtverordnetenversammlung | 38,2  | 30,1 | 10,7 | 24,5 | 7,7   | 18,0  | —   | 4,1 | 2,8 | 2,21   |
| 2016 | Ortsbeirat                  | 41,6  | 42,0 | —    | 43,2 | —     | 14,8  | —   | —   | —   | —      |
| 2016 | Stadtverordnetenversammlung | 41,6  | 26,7 | 15,1 | 30,4 | 9,1   | 10,4  | —   | 4,0 | 2,7 | 1,62   |
| 2011 | Ortsbeirat                  | 42,8  | 39,0 | —    | 43,9 | —     | 17,1  | —   | —   | —   | —      |
| 2011 | Stadtverordnetenversammlung | 42,6  | 33,0 | —    | 39,8 | 6,4   | 15,3  | —   | 1,1 | 1,4 | 3,03   |
| 2006 | Ortsbeirat                  | 40,6  | 44,1 | —    | 55,9 | —     | —     | —   | —   | —   | —      |
| 2001 | Ortsbeirat                  | k. A. | 45,8 | —    | 42,4 | —     | 11,8  | —   | —   | —   | —      |

Fußnoten
1 2021: zusätzlich: Bienen: 1,5 %; PARTEI: 0,7 %

2 2016: zusätzlich: Piraten: 1,6 %

3 2011: zusätzlich: Piraten: 2,5 %; AUF-Kassel: 0,5 %

## Philippinenhof

### Geschichte
Der Philippinenhof selbst war einst ein Gutshof. Landgraf Friedrich II. ließ die Kolonie Philippinenhof im Jahre 1778 im äußersten Norden der Kasseler Gemarkung gründen. 1895 zählte die Bevölkerung auch aufgrund der ungünstigen Bodenerträge lediglich 228 Einwohner in 22 Häusern. Die in den 1920er-Jahren erbauten einfachen Lehmhäuser wurden von 1971 bis 1973 durch Neubauten ersetzt und es entstanden so 344 Wohnungen.

### Infrastruktur
Am Philippinenhof befindet sich die Grundschule am Warteberg, die am 23. Juni 2007 ihr 50-jähriges Jubiläum feierte. Zwei Kindertagesstätten (Ahnabreite und Philippinenhof) und zwei Kirchengemeinden St. Laurentius (katholisch) und Zion (evangelisch), sowie die Gesamtschule am Hegelsberg sind weitere Einrichtungen. Eine Buslinie (28) verbindet den Stadtteil mit Kassel.

## Warteberg
Die Siedlungsentwicklung dehnte sich auf den Warteberg aus. Dort wurde in den dreißiger Jahren erstmals die Warteberg-Siedlung errichtet. Es kam die GWG-Siedlung 1935/36 und der Bau der Adam-von-Trott-zu-Solz-Siedlung von 1958 bis 1964, wo sich vor allem Flüchtlinge aus dem Sudetenland oder Polen niederließen.
Sehenswertes, Freizeit und Veranstaltungen
- In der Von-Trott-zu-Solz-Siedlung befindet sich ein Denkmal von Adam von Trott zu Solz in einem kleinen Wald in Richtung Vellmar.
- Die Siedlung besitzt außerdem noch einen Bunker, wo jedes Jahr ein „Bunkerfest“ mit Grillen und gemütlichem Beisammensein veranstaltet wird.